# Trebiža, Rateče
Trebiža je potok, ki izvira pod Sovško planino pri tromeji med Slovenijo, Avstrijo in Italijo in pri naselju Rateče ponikne v občasnem jezercu. Nedaleč od njega so Zelenci, izvir Save Dolinke. Levi pritok Trebiže je še Mlinarjev graben.